# Kota Gede

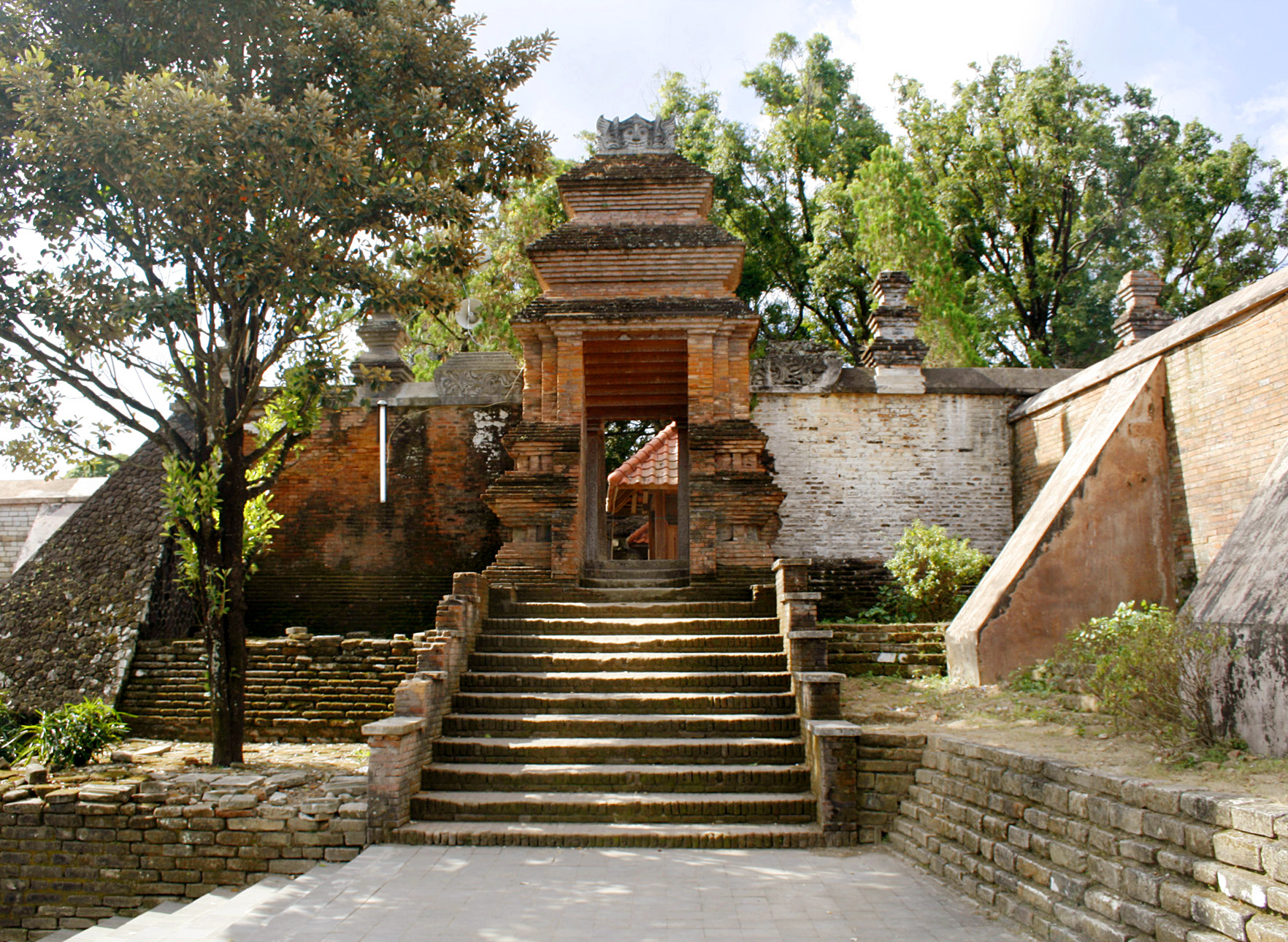
Una de las entradas a Kota Gede.

Kota Gede, cuyo nombre honorable es Pasar Gede, fue una antigua ciudad, actualmente un área arqueológica situada en la ciudad de Yogyakarta, en Java, Indonesia. Fue capital del sultanato de Mataram hasta el traslado de la corte a Kartasura, periodo del que conserva un palacio real, un cementerio y una mezquita reales.